# Konstantyn II (władca Bułgarii)
Konstantyn II (bułg. Константин II; ur. ok. 1370, zm. 17 września 1422) – władca Bułgarii w latach 1397–1422. 
Urodzony na początku lat 70. XIV wieku syn cara Iwana Stratcimira. W 1395 został koronowany na współwładcę. Zmarł na wygnaniu w Serbii. 